# Аннино (городской округ Серебряные Пруды)
Аннино — село в городском округе Серебряные Пруды Московской области.

## География
Находится в южной части Московской области на расстоянии приблизительно 9 километров на юг по прямой от окружного центра посёлка Серебряные Пруды.

## История
Известно с 1763 года, принадлежало в XVIII веке одновременно нескольким помещикам. В 1795 отмечалось как Аннино Городище. В начале XIX века имелась деревянная церковь Обновления Храма Воскресенья Христова в Иерусалиме, заменённая в 1820 году каменным храмом (не сохранилась). В 1858 году в селе было 27 дворов, в 1877 — 42, в 1974 — 46. В 1898 году село почти все сгорело. В советское время работали колхозы «Вольный путь», «Красный богатырь», им. Тельмана, позднее агрофирма «Ямская». В период 2006—2015 годов входило в состав сельского поселения Мочильское Серебряно-Прудского района.

## Население
Постоянное население составляло 173 человека (1763 год), 224 (1795), 244 (1816), 378 (1858), 274 (1877), 105 (1974), 26 в 2002 году (русские 96 %), 30 в 2010.